# Osvaldo Di Dio
Osvaldo Di Dio (Napoli, 18 giugno 1980) è un chitarrista e compositore italiano.

## Biografia
È diplomato cum laude al Conservatorio Giuseppe Verdi di Milano con una tesi su Jimi Hendrix.
È stato in tour con Franco Battiato, Eros Ramazzotti, Cristiano De André, Alice, Mario Venuti, Nina Zilli, Lorenzo Fragola, Paolo Vallesi e Lisa.
Nel 2002 partecipa alla colonna sonora del film Ricordati di me (2003) del regista Gabriele Muccino.
Dal 2004 al 2013 collabora, agli Sphere Studios di Londra, con produttori internazionali tra cui Chris Kimsey (The Rolling Stones, Marillion, Peter Frampton, Emerson, Lake & Palmer, Duran Duran).
Nel 2006 pubblica l'album Portrait En Jazz Méditerranéen (Wide Sound) con Vincenzo Virgillito e Antonio Fusco; nell'album, che cerca di fondere il jazz con i ritmi mediterranei, sono presenti il sassofonista Marco Zurzolo e il pianista Piero De Asmundis; il trio effettua poi un tour.
Nel 2008 realizza insieme a Michael Mellner il metodo Lizard S.S.M.: Chitarra Elettrica Hard Rock/Heavy Metal Vol.1 (Universal Music Group).
Nel 2009 pubblica il disco Nord>Sud (Ultrasound) in duo con il chitarrista Fabio Casali, in cui i due eseguono versioni strumentali di grandi classici della musica leggera italiana.
Dal 2009 al 2010 fa parte della band di Cristiano De André con il quale effettua il tour De André canta De André documentato dai dischi omonimi.
Nel 2011 pubblica il disco Global Warming, con il trio Post Jazz Mistress.
È stato votato dal critico di All About Jazz USA Karl Ackermann nella sezione Guitar del referendum El Intruso 4th Annual Critics Poll – 2011, insieme a Bill Frisell.
Fra luglio e dicembre 2012 fa parte della band che accompagna Mario Venuti nei concerti che seguono l'uscita dell'album L'ultimo romantico.
Nel settembre 2012, il suo personale approccio alla musica classica richiama l'attenzione del regista e coreografo internazionale Massimo Moricone, che lo vuole nel suo Don Juan, nuova produzione del Teatro San Carlo di Napoli, con protagonista l'étoile Luciana Savignano: in questa occasione Osvaldo Di Dio esegue le sonate K 32 e K 213 di Alessandro Scarlatti.
Da novembre 2012 è chitarrista e pianista nel Samsara tour di Alice.
Da marzo 2013 è il chitarrista del tour Come in cielo così in guerra di Cristiano De André.
Registra le chitarre per il brano Il cielo è vuoto, presentato da Cristiano De André al Festival di Sanremo 2014 e prodotto da Davide Rossi (Coldplay, The Verve, Goldfrapp).
Da giugno 2014 è chitarrista e direttore musicale del tour Via dell'amore vicendevole di Cristiano De André.
Fandango, il singolo che anticipa l'uscita del primo album solista, è stato pubblicato il 26 gennaio 2015 e ha raggiunto la posizione numero 7 della classifica rock di iTunes.
Da aprile 2015 entra a far parte della band di Eros Ramazzotti, con cui effettua un tour europeo per promuovere l'album Perfetto.
Da luglio 2015 effettua concerti in duo con Cristiano De André, nel tour Acustica.
Better Days, il primo album da solista, è uscito il 7 settembre 2015: ha raggiunto la posizione numero 3 nella classifica Rock e la numero 17 nella classifica generale di iTunes, unico album strumentale nella top 40; ha raggiunto la posizione numero 2 nella classifica Rock, la numero 2 nella classifica generale ed è stato "prodotto del momento" su Amazon. È presente nell'album il brano 'Rosso Ducati', scelto da Ducati per la stagione 2015/2016.
Tra settembre e ottobre 2015 prende parte al tour 1995 di Lorenzo Fragola.
Nel febbraio 2016 entra a far parte della band di Franco Battiato, nel tour della reunion del cantautore siciliano con la cantante Alice documentato dall'album Live in Roma (Franco Battiato e Alice).
Da giugno 2016 a dicembre 2017 prende parte al nuovo tour De Andrè canta De Andrè di Cristiano De André. Il suo arrangiamento del brano La guerra di Piero contenuto nell'album De André canta De André volume 3 è considerato un capolavoro dal pubblico e dalla critica.
Nel giugno 2017 lo scrittore Diego De Silva pubblica il racconto Just (mica tanto) a castaway, ispirato alla storia di Osvaldo Di Dio.
Nel luglio 2017 pubblica l'EP ODD Live!, con la partecipazione del batterista Lele Melotti, in cui interpreta brani di Pino Daniele, Stevie Ray Vaughan, Eric Clapton, Led Zeppelin, John Mayer.
Nello stesso periodo registra le chitarre dell'album D'amore d'autore di Gianni Morandi allo Zoo Studio di Correggio (RE).
Il nuovo album di Osvaldo Di Dio, Tex Mex Sex, esce il 19 aprile 2018 e raggiunge in poche ore la posizione n.1 nelle classifiche Blues di iTunes e Amazon. Realizzato in collaborazione con Chris Kimsey, produttore e fonico di Rolling Stones, Led Zeppelin, B.B. King e Peter Frampton, l'album vede la partecipazione di Mario Insenga dei Blue Stuff e di Michele Papadia della Ana Popovic Band.
È stato tra i chitarristi dell'evento PINO È, tenutosi il 7 giugno 2018 allo stadio San Paolo di Napoli in omaggio a Pino Daniele, in presenza di 60.000 persone e in diretta in prima serata su Rai Uno. In questa occasione Osvaldo Di Dio ha suonato con Eros Ramazzotti, Claudio Baglioni, Fiorella Mannoia, Gianna Nannini, Biagio Antonacci, Giorgia, Ornella Vanoni, Elisa, Irene Grandi, Alessandra Amoroso, Emma Marrone, Giuliano Sangiorgi, Teresa De Sio, Paola Turci, Antonello Venditti.
Nel 2018 ha prodotto l'album del gruppo messicano The Warning a Los Angeles
Tra la fine del 2018 e il 2019 prende parte in qualità di direttore musicale, chitarrista e arrangiatore al tour Storia di un impiegato di Cristiano De André, in cui il celebre album di Fabrizio De André è totalmente riarrangiato in chiave rock ed elettronica. Il tour culmina con il concerto del 29 luglio 2019 all'Arena di Verona con la Premiata Forneria Marconi in presenza di 13.000 persone.
Il 10 settembre 2019 pubblica Guitar Stories, una suite di 4 brani per sola chitarra classica, composta e registrata sull'isola di Procida.
A partire dall'ottobre 2019 riprende il percorso cantautorale iniziato venti anni prima e pubblica, con lo pseudonimo didio sei singoli con l'etichetta Adesiva Discografica di Paolo Iafelice, produttore di Pacifico e tecnico del suono di Fabrizio De André, Vinicio Capossela, Roberto Vecchioni e Premiata Forneria Marconi.
Nel marzo 2020 viene invitato dal Ministero degli Esteri per rappresentare la sua città natale Napoli all'interno del progetto #WeAreItaly, la cui mission è la promozione e la diffusione dell'arte e della cultura italiana nel mondo. Al progetto prendono parte anche Paolo Conte, Andrea Bocelli, Uto Ughi, Nicola Piovani, Renato Zero, Paolo Fresu ed Enrico Rava.
Nel settembre 2021 si esibisce alla 78ª Mostra internazionale d'arte cinematografica di Venezia in duo con Cristiano De André in occasione della proiezione fuori concorso del film Deandré#Deandré - Storia di un impiegato. Nello stesso periodo è tra i chitarristi del concerto per Franco Battiato, Invito al viaggio all'Arena di Verona. In questa occasione Osvaldo Di Dio ha suonato con Jovanotti, Gianni Morandi, Gianna Nannini, Angelo Branduardi, Carmen Consoli, Max Gazzè. Il concerto è stato trasmesso il 5 gennaio 2022 in prima serata su Rai Tre.
Nel marzo 2022 pubblica Separazioni, il nuovo album mette in risalto la maturità di Osvaldo Di Dio come compositore, oltre che come chitarrista. Il comune denominatore dei brani è la chitarra acustica, una Martin 000-28 VS, che si intreccia ora a un quartetto d’archi, ora a un violino o un violoncello solisti, fino a coadiuvarsi con l’elettronica più minimalista e contemporanea.
Il 9 aprile 2022 prende parte alla cerimonia istituzionale di Procida 2022, Capitale italiana della cultura. Osvaldo Di Dio esegue la sua composizione Legni Paralleli in presenza del Presidente della Repubblica Italiana Sergio Mattarella, del Ministro della cultura Dario Franceschini, del presidente della Camera dei deputati Roberto Fico, del presidente della Regione Campania Vincenzo De Luca, del sindaco di Napoli Gaetano Manfredi, del sindaco di Procida Raimondo Ambrosino, del direttore di Procida 2022 Agostino Riitano e di numerose altre autorità. La cerimonia è stata trasmessa in diretta su Rai Due.

## Discografia

### Come Osvaldo Di Dio
- 2006: Portrait En Jazz Méditerranéen (con Vincenzo Virgillito e Antonio Fusco)
- 2009: Nord > Sud (con Fabio Casali)
- 2011: Post Jazz Mistress - Global Warming (con Vincenzo Virgillito e Antonio Fusco)
- 2015: Better Days
- 2017: ODD Live! (con Massimo Ciaccio e Lele Melotti)
- 2018: Tex Mex Sex
- 2019: Guitar Stories
- 2020: The Long And Winding Road
- 2021: Coming Home
- 2021: Seventh Heaven
- 2021: Cuddles & Tears
- 2021: Guerrieri della Bellezza
- 2021: Sunlight
- 2022: Music In My Fingers
- 2022: Separazioni

### Come didio
- 2019: Mi gira la testa
- 2020: Naufraghi
- 2020: Inevitabile
- 2020: I sogni di un'estate
- 2020: Intenso
- 2021: Oggi cosa farò

### Come Chitarrista

#### Con Franco Battiato
- 2016: Live in Roma (Franco Battiato e Alice)
- 2021: Invito al viaggio - Concerto per Franco Battiato

#### Con Cristiano De André
- 2009: De André canta De André
- 2010: De André canta De André - vol. 2
- 2014: Come in cielo così in guerra - Sanremo Edition
- 2017: De André canta De André volume 3

#### Con Gianni Morandi
- 2017: D'amore d'autore

#### Con Lorenzo Fragola
- 2016: Zero Gravity

#### Con Gennaro Cosmo Parlato
- 2009: Soubrette

#### Con Pilot Jazou
- 2007: More Time

#### Con Dipper
- 2005: Sleepless Night
- 2010: 10 Steps To Babel

#### Con The Coda
- 2002: Remember me
- 2003: Ricordati di me Soundtrack